# Championnat de France de basket-ball de Nationale féminine 1
Le championnat de France de basket-ball de Nationale féminine 1 (NF1) est la troisième division nationale du basket-ball féminin en France, la première amateure, sous la Ligue féminine de basket et la Ligue féminine 2.
Il est placé sous l’égide de la Fédération française de basket-ball.

## Histoire
Anciennement nommé « Nationale féminine 2 », il est renommé en 2010 « Nationale féminine 1 », à la suite du changement de nom de la NF1 en Ligue féminine 2.

## Déroulement de la compétition
Actuellement, le championnat est composé de 24 clubs répartis en deux poules de 12 équipes. 
Les équipes classées 1ère et 2ème de chaque poule sont regroupées en une poule unique et disputent la phase 2. Les équipes qui se sont déjà affrontées lors de la phase 1 ne se rencontrent pas à nouveau mais conservent les résultats directs acquis lors de la phase 1.
La phase 2 se dispute en rencontres aller et retour (4 rencontres) et les deux équipes accédant à la LF2 pour la saison suivante sont les équipes classées 1ère et 2ème de la phase 2.

## Palmarès
| Année                                        | Champion                                                                 | Vice-champion                                                            |
| -------------------------------------------- | ------------------------------------------------------------------------ | ------------------------------------------------------------------------ |
| Sous la dénomination d’Honneur               |                                                                          |                                                                          |
| 1951                                         | Jeunes de l'Olympique de Reims                                           |                                                                          |
| Sous la dénomination de Nationale féminine 2 |                                                                          |                                                                          |
| 1999                                         |                                                                          |                                                                          |
| 2000                                         |                                                                          |                                                                          |
| 2001                                         |                                                                          |                                                                          |
| 2002                                         |                                                                          |                                                                          |
| 2003                                         |                                                                          |                                                                          |
| 2004                                         |                                                                          |                                                                          |
| 2005                                         | Basket Comminges Salies-du-Salat                                         |                                                                          |
| 2006                                         | Pleyber-Christ BC                                                        |                                                                          |
| 2007                                         | Étoile de Voiron BF                                                      |                                                                          |
| 2008                                         | Strasbourg Illkirch-Graffenstaden Basket                                 |                                                                          |
| 2009                                         | Union Lyon Basket Féminin                                                |                                                                          |
| 2010                                         | Perpignan Basket                                                         |                                                                          |
| Sous la dénomination de Nationale féminine 1 |                                                                          |                                                                          |
| 2011                                         | US Laveyron                                                              | Saint-Étienne Basket                                                     |
| 2012                                         | Élan béarnais Pau-Lacq-Orthez                                            | Union féminine Angers Basket 49                                          |
| 2013                                         | ALA Le Havre Basket                                                      | Charnay Basket Bourgogne Sud                                             |
| 2014                                         | AS Villeurbanne Basket Féminin                                           | AS Aulnoye-Aymeries                                                      |
| 2015                                         | Basket Club Montbrison Féminines                                         | Basket Club Chenôve                                                      |
| 2016                                         | Roannais basket féminin                                                  | AL Aplemont Le Havre                                                     |
| 2017                                         | Charnay Basket Bourgogne Sud                                             | Saint-Paul Rezé                                                          |
| 2018                                         | US La Glacerie                                                           | AS Aulnoye-Aymeries                                                      |
| 2019                                         | BC La Tronche-Meylan                                                     | Strasbourg Illkirch-Graffenstaden Basket                                 |
| 2020                                         | Compétition définitivement arrêtée en raison de la pandémie de Covid-19. | Compétition définitivement arrêtée en raison de la pandémie de Covid-19. |
| 2021                                         | Compétition définitivement arrêtée en raison de la pandémie de Covid-19. | Compétition définitivement arrêtée en raison de la pandémie de Covid-19. |
| 2022                                         | Feytiat Basket 87                                                        | Monaco Basket Association                                                |
| 2023                                         | Cavigal Nice                                                             | Pays Voironnais Basket Club                                              |
| 2024                                         | USBD Alençon 61                                                          | AL Aplemont Le Havre                                                     |
| 2025                                         | Champagne Basket                                                         | Monaco Basket Association                                                |